# Ang Babaeng Humayo
Ang Babaeng Humayo [La mujer que se va] es una película de drama filipina del año 2016, dirigida por Lav Diaz. Fue seleccionada para competir en la sección general del 73 Festival Internacional de Cine de Venecia, donde ganó el León de Oro como mejor película. Ha sido la primera película de Charo Santos-Concio tras volver al mundo de la actuación tras dejar el cargo de Presidenta de la ABS-CBN Corporation, la mayor compañía de radiodifusión audiovisual privada de Filipinas.

## Reparto
- Charo Santos-Concio como Horacia Somorostro
- Michael de Mesa
- Nonie Buencomino
- Sharmaine Centenero-Buencomino
- John Lloyd Cruz
- Marj Lorico
- Mayen Estanero
- Romelyn Sale
- Lao Rodriguez
- Jean Judith Javier
- Mae Pane
- Kakai Bautista

## Producción
The Woman Who Left fue dirigida por Lav Diaz, quien también actuó como editor del film y coproductor. Está producida por Sine Olivia and Cinema One Originals bajo la dirección de Ronald Arguelles como productor ejecutivo. La película estaba planeada para tener una duración de cuatro horas, entrando en proceso de edición en junio de 2016.
Fue principalmente rodada en Calapan, Mindoro, siendo la ciudad natal de la protagonista, Charo Santos. De acuerdo a Diaz, el film está inspirado en el cuento de León Tolstoy Dios ve la verdad pero no la dice cuando quiere. Diaz dijo que sus percepciones sobre la historia le llevaron a entender que la vida no es realmente entendida por nadie y que la mayoría de la gente "se mantiene y sucumbe a la aleatoriedad de la vida". Charo Santos, la actriz principal, describió la película como una "historia de perdón y trascendencia."

## Lanzamiento
Aunque el film no se había hecho para ningún festival cinematográfico en particular, Diaz estaba abierto a la idea de que se proyectara en algunos. En junio de 2016 se iniciaron las conversaciones entre la productora y las distribuidoras para que fuera proyectada tanto en Filipinas como en el extranjero. También se empezó a negociar su proyección en el Metro Manila Film Festival de ese año.
The Woman Who Left sería proyectada en el 73 Festival Internacional de Cine de Venecia en septiembre de 2016, como la única producción exclusivamente asiática del festival. También sería presentada en el Cinema One Originals Film Festival.